# Front de l'Est (Première Guerre mondiale)
Pour les articles homonymes, voir Front de l'Est.
Première Guerre mondiale
Batailles
Front d'Europe de l’Est
- Stallupönen (08-1914)
- Gumbinnen (08-1914)
- Tannenberg (08-1914)
- Île d'Odensholm (08-1914)
- Lemberg (08-1914)
- Krasnik (08-1914)
- Komarów (08-1914)
- Lacs de Mazurie (I) (09-1914)
- Przemyśl (09-1914)
- Vistule (09-1914)
- Łódź (11-1914)
- Limanowa (12-1914)
- Bolimov (01-1915)
- Zwinin (02-1915)
- Lacs de Mazurie (II) (02-1915)
- Przasnysz (02-03-1915)
- Schaulen (04-07-1915)
- Gorlice-Tarnów (05-1915)
- Boug (06-08-1915)
- Narew (07-08-1915)
- Novogeorgievsk (08-1915)
- Varsovie (08-1915)
- Sventiany (09-1915)
- Lac Narotch (03-1916)
- Offensive Broussilov (06-1916)
- Offensive de Baranavitchy (07-1916)
- Turtucaia (09-1916)
- Offensive Flămânda (09-1916)
- Argeș (12-1916)
- Offensive Kerenski (07-1917)
- Bataille de Riga (09-1917)
- Opération Albion (09-10-1917)
- Mărășești (08-1917)
- Traité de Brest-Litovsk (03-1918)
- Traité de Brest-Litovsk (03-1918)
- Bakhmatch (03-1918)

Front d'Europe de l’Ouest
Front italien
Front des Balkans
Front du Moyen-Orient
Front africain
Bataille de l'Atlantique
Le front de l'Est (familièrement : Le Front) était le théâtre d'opérations de la Première Guerre mondiale entre 1914 et 1917 situé en Europe de l'Est, opposant la Triple-Entente à la Triple-Alliance ainsi que leurs alliés respectifs.
Les États engagés dans les hostilités dans l'Est du continent européen sont d'une part l'Empire allemand, l'Autriche-Hongrie, le royaume de Bulgarie et l'Empire ottoman, d'autre part le royaume de Serbie, l'Empire russe et le royaume de Roumanie (celle-ci depuis 1916). Ces belligérants ont des difficultés à coordonner leurs opérations avec celles du front occidental. De par leur position en Europe, les « empires centraux » subissent le plus souvent les initiatives concertées des puissances de l'Entente, de plus en plus à même de coordonner, à partir de 1916, les initiatives offensives (offensive Broussilov), afin d’interrompre les offensives de la Triplice sur le front de l’Ouest (bataille de la Somme) ou sur le front italien (batailles de l'Isonzo).
Lancée dès les déclarations de guerre qui déclenchent le premier conflit mondial début août 1914, la guerre à l’est de l’Europe est d’abord rythmée par une série d’opérations militaires de mouvement en province de Prusse-Orientale et en Pologne, à l’instigation des Russes qui défont plusieurs fois les Autrichiens en Galicie puis envahissent la Prusse-Orientale. Leur offensive est néanmoins stoppée par l'armée allemande à Tannenberg, avant que la ligne de front ne se stabilise en Pologne russe, en Galicie et en Ruthénie, dans les Carpates. Début 1915, l'offensive austro-allemande de Gorlice-Tarnów permet aux empires centraux de s’avancer profondément en territoire russe et d’occuper la Pologne, alors que la Bulgarie se joint à leur effort militaire. Malgré une série de succès russes en 1916 et l’entrée en guerre de la Roumanie aux côtés de la Russie, une situation économique explosive et le désespoir populaire débouchent en mars 1917 sur la chute de l’Empire russe. La Roumanie est parallèlement en grande partie envahie et occupée. Après le coup d'État d’octobre 1917 qui permet aux bolcheviks de prendre le pouvoir, ceux-ci tiennent leurs promesses et en mars 1918, le traité de Brest-Litovsk entérine la paix avec les empires centraux et, en retour du soutien allemand, la cession à l'Allemagne des pays baltes, de la Pologne, de la Biélorussie et de l’Ukraine, que le pouvoir bolchevik ne contrôlait pas de toute façon.
Ce conflit meurtrier provoque :
- la fin du régime impérial en Russie par la révolution de Février qui crée une république démocratique ;
- celle-ci, poursuivant la guerre aux côtés de l’Entente, perd son soutien populaire, ce qui favorise le coup d’état bolchevik qui instaure un pouvoir des soviets (« conseils ») lequel, à l’issue de la guerre civile russe (entre trois et cinq millions de morts) met en place le premier État communiste de l’histoire ;
- la sécession de nombreux territoires par rapport aux empires auxquels ils appartenaient (Allemagne, Autriche-Hongrie, Russie), et la constitution, la reconstitution ou l’unification d'une dizaine de nouveaux États (Finlande, pays baltes, Pologne, Ukraine occidentale et Ukraine orientale brièvement réunies, Bohême, Moravie, Silésie autrichienne, Slovaquie et république houtsoule qui forment la Première République tchécoslovaque, Moldavie orientale, Bucovine, Transylvanie et Banat oriental qui s’unissent à la Roumanie, Bačka et Banat occidental qui s’unissent à la Serbie au sein du royaume des Serbes, Croates et Slovènes) ; dans tous ces nouveaux États ainsi qu’en Hongrie, les bolcheviks tenteront de s’implanter (par exemple avec la république des conseils de Hongrie ou la république soviétique d'Odessa) mais ne parviendront finalement à leurs fins qu’en Ukraine qui intègre l’URSS en 1922.

## Rivalité germano-russe

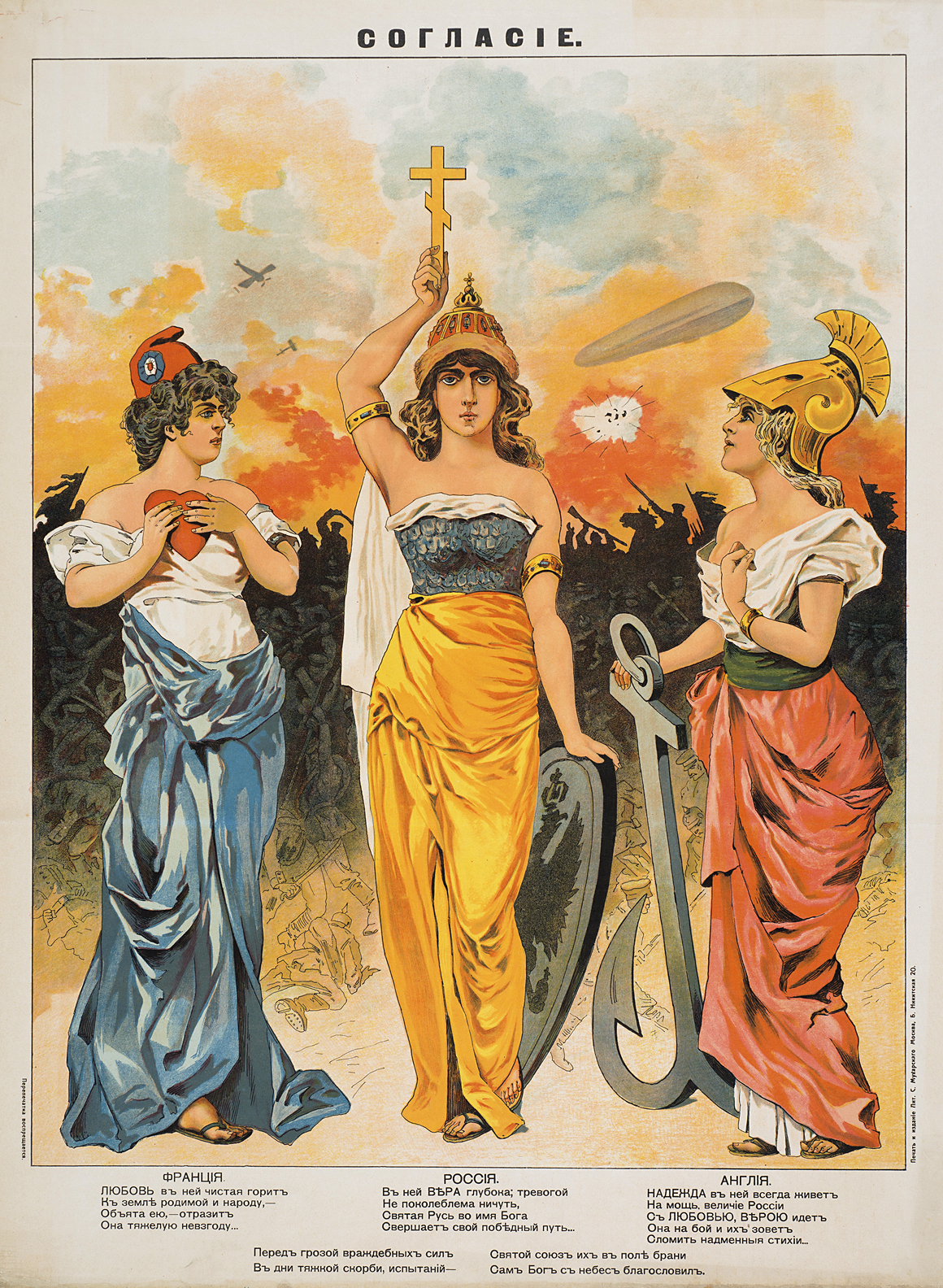
Affiche russe de 1914 symbolisant la Triple-Entente avec Marianne, la Mère Russie et Britannia.

En 1914, bien que son économie soit encore essentiellement agricole, l’Empire russe est déjà la troisième puissance économique du continent. Elle rattrape son retard industriel à marche forcée, recouvre son indépendance financière à l’égard de l’Europe de l’Ouest : en 1914, le capital russe contrôle 51 % de l’économie nationale contre 35 % en 1905. Cet essor qui s’est accéléré encore à partir de 1905 fait désormais craindre à l’Allemagne l’émergence d’un géant économique rival en Europe. S'agissant du PIB à parité de pouvoir d'achat, ces deux empires étaient à égalité avec, en 1913, un PIB (PPA) de 237 milliards de dollars internationaux soit 8,8 % du PIB mondial pour l'Allemagne et 232 milliards de dollars internationaux soit 8,6 % pour la Russie.
À partir de 1912, la Russie reprend sa politique expansionniste, exacerbant les rivalités avec l'Allemagne pour le contrôle des petits États des Balkans, menaçant non seulement les positions allemandes dans la péninsule, rendues fragiles par le manque de capitaux pour les étayer, mais aussi la double monarchie ; cependant, les responsables allemands estiment, aussi bien après le Traité de Bucarest que lors de la Crise de juillet, que la Russie n'est pas en mesure de s'opposer à la politique austro-allemande contre la Serbie.
David Fromkin note que « la taille gigantesque de la Russie, jointe au fait qu’elle s’industrialisait avec une vitesse stupéfiante grâce au soutien financier de la France - auquel une alliance la lie depuis 1892 -, était en train de faire de l’empire tsariste un rival potentiel de l’Allemagne en tant que puissance suprême du continent ». La caste militaire prussienne, représentée par Helmuth Johannes Ludwig von Moltke et Erich von Falkenhayn, ministre de la Guerre puis commandant de l'armée allemande, considère depuis au moins 1905 que l'Allemagne doit provoquer le plus tôt possible une guerre préventive contre la Russie et son allié la France. En fait, « à partir de 1879, les plans de l'Allemagne partirent tous de l'hypothèse où elle aurait à affronter la France et la Russie »[source insuffisante].

## Belligérants

### Russie et alliés de 1905 au mois d’août 1914

Petites armes de l'Empire russe.

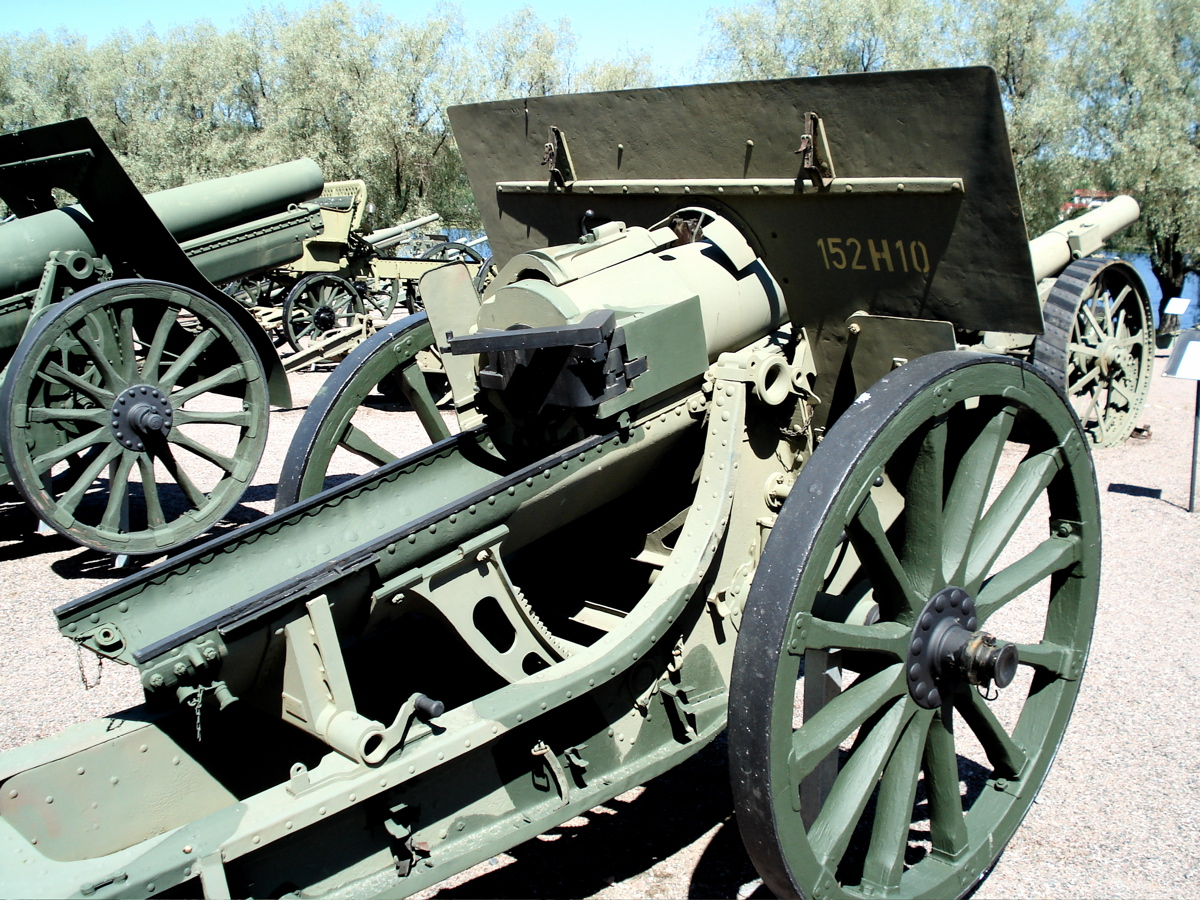
Un obusier Schneider modèle 1910 de 152 mm fabriqué à Perm en 1917.

Pourtant, l'empire Russe était fragile, plusieurs millions d’ouvriers russes vivent dans la misère et sont sensibles à la propagande révolutionnaire. Quant aux paysans, ils réclament le partage des terres. La russification mécontente différents peuples de cet immense empire, dont les Russes ne représentent que 45 % de la population lors du recensement de 1897.
La défaite lors de la guerre russo-japonaise est une humiliation pour le pays et montre les faiblesses de l'armée impériale russe, qui n’est absolument pas prête à entrer en guerre en 1914, comme le pensent les principaux responsables du ministère allemand aux affaires étrangères. Même si les effectifs dont elle dispose sont importants, les hommes ne sont ni formés ni armés. Le matériel d’artillerie est insuffisant, le réseau ferroviaire trop peu développé. Or, le programme de modernisation de l’armée lancé fin 1913 ne devrait être terminé qu’en 1917. Si l'armée compte 4 millions d’hommes sous les drapeaux en 1914 et dispose de 27 millions de réservistes, plus de la moitié ne sont pas mobilisables car en sont exclus les fils uniques, les soutiens de familles et les sujets musulmans.
Lors de la révolution russe de 1905, le tsar est contraint d’accepter un certain nombre de réformes, dont la création d’une assemblée élue (la douma), dont le pouvoir est en réalité très limité. Ainsi, malgré la promesse d’un régime constitutionnel, les lois fondamentales de 1906 maintiennent clairement l’autocratie. Quand Piotr Stolypine arrive au pouvoir en 1906, il tente de moderniser le régime, mais se heurte à l’opposition de la noblesse. Il est assassiné en 1911. En 1912 puis en 1914, de nouvelles grèves ont lieu pour protester contre le régime autoritaire, mais elles sont vite réprimées. Et peu à peu, même les sujets les plus fidèles de Nicolas II l’abandonnent : victime de ses hésitations continuelles entre un retour à l'autocratie « pure et dure » et le respect des nouvelles institutions, il se montre incapable de mener une ligne politique ferme.
En octobre 1916, la carence de la logistique est manifeste, le complexe militaro-industriel russe n’est pas performant, la production d'obus est seulement de 35 000 par mois alors que les besoins sont de 45 000 par jour : la réussite des opérations de 1916 est ainsi remise en cause dès leur lancement par le manque d'obus, limitant la préparation d'artillerie préludant l'assaut ; on compte dans certaines unités un fusil pour trois hommes[réf. souhaitée], limitant ainsi les possibilités de formation des hommes appelés en remplacement des soldats tués, blessés ou faits prisonniers durant les 18 premiers mois du conflit. De plus, la carence de réseau ferré dont les trains ne dépassent pas les 25 km/h et de l'intendance pose d'énormes problèmes, l'inflation a atteint les 300 % depuis le début de la guerre mais les salaires ont seulement doublé[réf. incomplète].
Malgré tout, notent les attachés militaires neutres ou alliés en Russie, l’industrie a réussi, en partie, en 1916 sa reconversion à la production de guerre. En effet, les offensives menées à partir de 1916, sont lancées avec du matériel fourni par les alliés ou fabriqué sur place selon des procédés français ou britanniques ; par exemple, l'offensive Broussilov, lancée le 5 juin 1916, aboutit à des résultats en raison de l'usage de pièces d'artillerie lourde d'origine française et des formations dispensées aux artilleurs russes.

### Puissances centrales face à la puissance russe
L'alliance franco-russe oblige l'Allemagne et son « brillant second » austro-hongrois à la préparation d'une guerre sur plusieurs fronts, les responsables allemands préconisant durant les premiers mois de l'année 1914 une action militaire rapide contre la Russie, alors en pleine phase de renforcement de son armée.
En dépit de cette contrainte, les puissances centrales ne parviennent pas à mettre au point des plans de mobilisation et de conduite du conflit, Berlin et Vienne ne poursuivant pas les mêmes objectifs militaires dans le conflit qui s'annonce. Le déploiement de la puissance militaire russe au mois d’août 1914 les oblige à adapter leur dispositif dans le cadre d'une guerre sur plusieurs fronts, aboutissant au renforcement des unités austro-hongroises.
Dans les premiers mois du conflit, marqués par une guerre de mouvement sur de vastes territoires, les militaires des puissances centrales doivent constamment affronter des unités russes plus nombreuses que les leurs : à la fin du mois de septembre 1914, les germano-austro-hongrois disposent de 52 divisions à opposer aux 90 divisions déployées par les Russes, tandis qu'en décembre, 61 divisions sont déployées par les puissances centrales face aux 82 divisions russes. Dans ces conditions, les militaires des puissances centrales, davantage les responsables militaires austro-hongrois, comblent une partie de leur faiblesse numérique avec de meilleurs réseaux de collectes d'information et par des transferts d'unités sur de grandes distances.
À partir de 1915, les armées russes attaquent en priorité le front austro-hongrois, plus faible, obligeant régulièrement les Allemands à soutenir, par des transferts de troupes opérés aux dépens du front français, des unités austro-hongroises parfois en pleine déroute, comme en 1916 face à la poussée de Broussilov. Dans ce contexte, une unité de commandement est mise en place par étapes à partir de juillet 1916 : en effet, à ce moment, Paul von Hindenburg exerce un commandement sur trois armées, une allemande et deux austro-hongroises, puis, à sa suite, les organes centraux de commandement allemands et austro-hongrois organisent les conditions de commandement coordonné, rendu nécessaire par l'imbrication sans cesse croissante des unités qui les composent.

## Moyens militaires, politiques et humains
Durant le Premier conflit mondial, les États en présence mettent en œuvre une grande variété de moyens, différents en fonction des moyens et des buts de guerre. Mettant en jeu des empires plus ou moins solides, la lutte se fait aussi sur le terrain politique et national.

### Alliés
Combattant seuls les puissances centrales entre 1914 et 1916, l'infanterie russe constitue en 1914 une masse d'hommes peu ou mal formée, utilisée par le commandement russe sans égards pour les pertes ; la cavalerie, nombreuse et formée, est inutile face aux dispositifs des puissances centrales, basés sur le feu et la fortification.
Cependant, en dépit de pertes importantes, l'empire russe parvient à reconstituer jusqu'en 1916 ses capacités militaires. L'artillerie, par exemple, en est une illustration : en 1914, l'armée russe compte 8 030 pièces d'artillerie, dont 7 237 canons légers, 512 mortiers, 240 canons lourds ; en 1917, on recense 10 487 pièces d'artillerie de tous calibres, dont 9 562 canons légers, 1 054 mortiers, 1 430 canons lourds et super lourds et 329 canons anti aériens. De même, l'armée compte à la fin de l'année 1915 plus d'un million d'hommes de plus que lors du déclenchement des opérations un an et demi auparavant.
Cependant, cette force est en partie annulée par les carences de l'encadrement, par la faiblesse des moyens d'information, par l'emploi de méthodes de combat totalement inadaptées à la guerre moderne ou par la corruption et l'incompétence des responsables des approvisionnements des armées. Au fil des mois, la puissance militaire s'érode ; ainsi, les offensives allemandes et austro-hongroises de 1915 sont lancées contre une armée dont l'encadrement supérieur a, semble-t-il, renoncé à freiner ou à contrer efficacement les initiatives austro-allemandes. Au début de l'année 1917, les militaires alliés sont sans illusion sur la réalité du soutien de l'armée russe à la stratégie alliée : Philippe Pétain la décrit comme une « façade », destinée à s'écrouler au premier mouvement et l'attaché militaire anglais en Russie comme incapable de moindre initiative.
À cette carence de l'encadrement s'ajoute une stratégie militaire héritée des guerres napoléoniennes, une retraite vers l'intérieur de l'empire. L'un des proches conseillers de Hindenburg, Hoffmann, constate l'inadaptation de cette tactique de combat devant les moyens modernes de communication.
À partir de 1915, la Russie, appuyée par la Serbie, tente de mettre en avant un nationalisme panslave, opposé aux argumentaires pangermanistes développés par les propagandistes allemands. À partir de la révolution de Février en 1917, des unités slaves austro-hongroises rejoignent avec armes et bagages les lignes russes, menaçant la totalité du front austro-hongrois.

### Puissances centrales
Dès les premiers mois du conflit, le rapport de force militaire penche clairement en faveur de l'empire russe ; ainsi, à la fin du mois de septembre 1914, les russes alignent 90 divisions, péniblement contenues par 52 divisions austro-allemandes. Cette infériorité oblige les militaires allemands et austro-hongrois à d'importants transferts de troupes d'un bout à l'autre du front.
Sur ce front, la fréquente infériorité numérique et matérielle des empires centraux oblige ces derniers à mettre en place un système de collecte de renseignements particulièrement important. L'Autriche-Hongrie est un des pays pionniers de l'espionnage militaire, notamment pour compenser la faiblesse relative de ses armées. Ainsi, dès le mois d’août 1914, les services de renseignement austro-hongrois interceptent les communications, les décodent et fournissent aux militaires en situation de commandement de nombreux renseignements sur les mouvements de troupes russes, lors de chaque offensive russe, causant leur échec ou amoindrissant leur succès, comme en 1917. En 1917, les services d'espionnage austro-hongrois font preuve d'une telle efficacité qu'ils ne peuvent exploiter la masse de renseignements qu'ils collectent par le biais de leur système d'écoute en Russie.
À cette collecte systématique de renseignements, les chefs militaires des puissances centrales ajoutent une maîtrise des moyens de la guerre mondiale ; la concentration du feu sur une faible portion du front permet d'obtenir la rupture recherchée du front russe.
Mais la principale arme des puissances centrales pour contrer la Russie demeure l'encouragement aux mouvements séparatistes et centrifuges et révolutionnaires dans l'empire russe, maniée sans scrupules par le Reich, avec des réserves par les responsables austro-hongrois, tant que ces tendances autonomistes ne froissent pas les ambitions territoriales allemandes. Dès 1914, les diplomates allemands incitent les peuples non russes de l'empire russe, de la Finlande au Caucase, à se révolter. Avec l'entrée de l'Empire ottoman dans la Première Guerre mondiale et l'appel à la guerre sainte lancé par le sultan contre les pays de l'Entente le 14 novembre 1914, les puissances centrales espèrent inciter les musulmans de l'Asie centrale russe et du Caucase à se révolter. En même temps, elles soutiennent discrètement les mouvements révolutionnaires opposés à l'autocratie des tsars, dans un premier temps, afin de pousser Nicolas II à la paix, dans un second temps, afin de renverser celui-ci pour mettre en place un régime politique qui conclurait la paix avec les empires centraux. En effet, les Austro-Hongrois dès août 1914, puis les Allemands à partir du printemps 1915, facilitent le transit des révolutionnaires russes exilés en Suisse, dont celui de Lénine et de ses compagnons en avril 1917, tandis que les militaires austro-hongrois favorisent la fraternisation entre soldats russes ou roumains, d'une part, et austro-hongrois d'autre part. Dès 1914, les puissances centrales exploitent le sentiment national ukrainien, mais cette politique heurte les intérêts des Polonais de la double monarchie ; cependant, dès la fin de l'année 1914, le Reich choisit d'appuyer les révolutionnaires ukrainiens, découverts à Berne ou dans les camps de prisonniers en Allemagne. En Pologne russe occupée, l'Allemagne poursuit la même politique malgré les tensions causées par les revendications des nationalistes polonais en Posnanie, tandis que l'Autriche-Hongrie espère établir un royaume de Pologne dans son orbite, qui lui fournirait un soutien contre la Russie. En Finlande, la faiblesse des autonomistes interdit une action directe mais permet cependant l'entretien d'un courant autonomiste, destiné à se développer après la révolution d'Octobre.

## Buts de guerre

### Buts de guerre des puissances centrales
Devant les succès rapides obtenus au cours de l'année 1915 par les puissances centrales contre l'empire russe, les responsables politiques allemands et autrichiens fixent des buts de guerre en cas de victoire. La conquête de la Pologne fournit l'occasion des premières formulations de ces objectifs. Le « royaume de Pologne » doit devenir le premier d'une série d'États tampons liés aux puissances centrales. Au fil du conflit, les buts de guerre germano-austro-hongrois évoluent, chacune des deux partenaires modifiant le détail des revendications par rapport à la Russie et à la Roumanie.
Au cours de l'année 1915, le chancelier consulte les responsables en poste aussi bien sur le front que dans les provinces orientales de la Prusse : tous se prononcent pour des annexions plus ou moins importantes, en Pologne et dans les pays baltes, afin d'y implanter des colons allemands et organiser des États tampons plus ou moins autonomes.
Dès les années 1880, l'Allemagne et l'Autriche-Hongrie aspirent à faire de la Pologne un territoire sous leur tutelle, limitant les annexions directes ; cependant, dès la fin de l'année 1914, certains hauts-fonctionnaires prussiens en poste en Posnanie proposent, à la demande du haut-commandement ou du gouvernement de Berlin, des projets d'annexions plus ou moins étendues en Pologne russe ; si certains souhaitent des annexions limitées en Pologne, d'autres de larges annexions, tous s'accordent sur la nécessité de contrôler étroitement la Pologne, directement ou indirectement.
Si l'avenir de la Pologne sous tutelle allemande divise, le devenir des Pays baltes fait consensus, du moins en 1914 ; l'annexion pure et simple de la Courlande et de la Livonie.
Ces annexions doivent être garanties par un affaiblissement durable de l'empire russe ; la demande de lourdes indemnités de guerre, et de moyens pour en garantir le versement, doit couronner cet affaiblissement, ces dernières devant être calculées afin de permettre la mainmise sur l'économie russe et sur ses positions à l'étranger.

### Buts de guerre alliés
L'empire de Nicolas II entre dans le conflit avec des ambitions territoriales, politiques et économiques assez précises.
En effet, le principal but de guerre de la Russie dans le conflit est l'annexion, aux dépens de la double monarchie, de la Galicie orientale.

## Front de l'Est dans la stratégie générale des Alliés et des puissances centrales

Les alliances en 1914. L’Italie entrera en guerre du côté des Alliés en 1915.

Les alliances effectives durant la guerre.

Dès son ouverture, ce front constitue l'un des fronts les plus importants du conflit. Les austro-allemands ne s'y trompent pas, comme l'atteste le déploiement massif d'unités d'un bout à l'autre du front.

### Une absence de coordination
Au sein des deux alliances, chaque belligérant ne mène pas, dans un premier temps, de guerre coordonnée avec ses alliés. Les Puissances centrales, comme les Alliés, ne coordonnent pas leurs efforts en vue de mener des opérations victorieuses.
L'action des divisions déployées contre l'empire russe est initialement entravée par l'absence de concertation entre le commandement militaire austro-hongrois et le commandement allemand. Ainsi, les responsables militaires poursuivent des objectifs stratégiques différents : Helmuth von Moltke souhaite écraser le plus rapidement possible la France afin de retourner ses unités contre les Russes, comptant sur des troupes de couverture et les unités austro-hongroises pour contenir l'armée russe, tandis que Conrad souhaite écraser le plus rapidement possible les Serbes, avant de déployer le gros des unités austro-hongroises contre les troupes russes ; ayant laissé un rideau de troupes face à l'armée russe, il souhaite que l'armée allemande déploie face aux Russes suffisamment d'unités pour pouvoir les contenir.

### Recherche de la décision sur ce front
Toujours à la recherche d'une rupture du front allié, rendue impossible à l'Ouest, le commandement allemand se tourne vers l'Est afin d'obtenir cette rupture et tente à partir du printemps 1915 de l'obtenir par la multiplication des coups de boutoir contre un adversaire qui excelle dans les manœuvres de retraite. Face aux succès des puissances centrales, le commandement russe demande à ses alliés en France de lancer des offensives, afin de soulager les armées russes de la pression exercée par les armées adverses. Joffre lance alors plusieurs attaques destinées à obtenir la rupture du front allemand en Champagne et en Artois : la première est lancée le 9 mai, mais échoue à exploiter la percée du front obtenue, la seconde est lancée le 18 juin, mais échoue en raison de la préparation allemande. À la fin de l'année 1915, la stratégie alliée en France, destinée à soulager le front russe, se révèle un échec : la rupture du front allemand n'a pas été obtenue, et les Allemands n'ont redéployé sur le front de l'Ouest que quatre divisions prélevées sur les effectifs du front oriental.
L’acharnement des combats à l'Est oblige les puissances centrales à étoffer sans cesse ce front en prélevant des unités de l'armée impériale allemande sur le front français. En décembre 1914, les Austro-Allemands opposent 101 divisions à l’armée impériale russe (dont 40 allemandes), et 97 à la France. En août 1915, les effectifs sont montés à 65 divisions allemandes sur le front russe contre 73 sur le front français. En janvier 1917, c’est 187 divisions que les Austro-Allemands engagent contre la Russie (49 % du total) contre 131 contre la France (34 %). « Vers la fin de 1914, l’intensité de la lutte sur le front russe imposera à l’armée allemande une attitude défensive sur le front de France. Elle sera maintenue jusqu’en février 1916. Quand, en 1916, les Allemands attaqueront en France durant la bataille de Verdun, il sera trop tard, ils ne seront plus capables d’entamer les forces alliées »[réf. incomplète]. Après la fin des combats, fin 1917 sur le front de l'Est, l'armée allemande dispose en février 1918, de 192 divisions en ligne à l’ouest, soit vingt de plus que les Alliés. À cette date, 53 divisions sont encore retenues à l’est comme forces d'occupation.

### Approvisionnement du front russe
De 1914 à 1917, 1 800 transports alliés ont débarqué 5 475 000 tonnes de matériel destiné aux armées russes.

### Conséquences des traités de paix de 1918
À partir de la signature des traités de paix avec la Russie et la Roumanie, il n'y a plus d'unités combattantes des puissances centrales à l'Est, seulement des troupes d'occupation.

## Chronologie des opérations militaires
À la suite de l'entrée en guerre de l'Empire austro-hongrois contre la Serbie le 28 juillet 1914, la Russie mobilise afin de soutenir son allié. L’Allemagne riposte et entre en guerre contre la Russie le 1er août 1914. Pour honorer l’alliance défensive qu’elle avait signée en 1907 avec le Royaume-Uni et la Russie, la France se doit alors de décréter la mobilisation générale.

### 1914

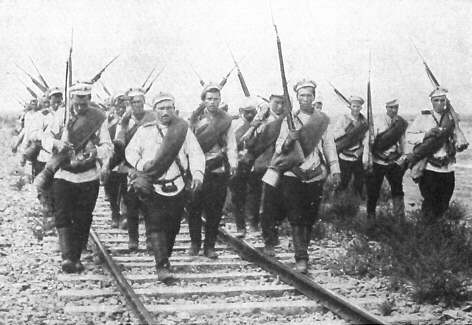
Fantassins russes armés de fusils Mosin-Nagant en août 1914.

Sur le front oriental, suivant les plans des Alliés, le tsar lance l’offensive en province de Prusse-Orientale le 17 août, plus tôt que prévu par l'état-major allemand. En août, deux armées russes pénètrent en Prusse-Orientale et quatre autres envahissent la province autrichienne de Galicie. Ils remportent une victoire à Gumbinnen (19-20 août) sur des forces de la 8e armée allemande inférieures en nombre, mais des renforts allemands commandés par le général Paul von Hindenburg remportent sur les Russes une victoire décisive à la bataille de Tannenberg (27-30 août 1914), confirmée lors de la bataille des lacs Mazures (Prusse-Orientale), le 15 septembre, obligeant les Russes à battre en retraite vers leur frontière.

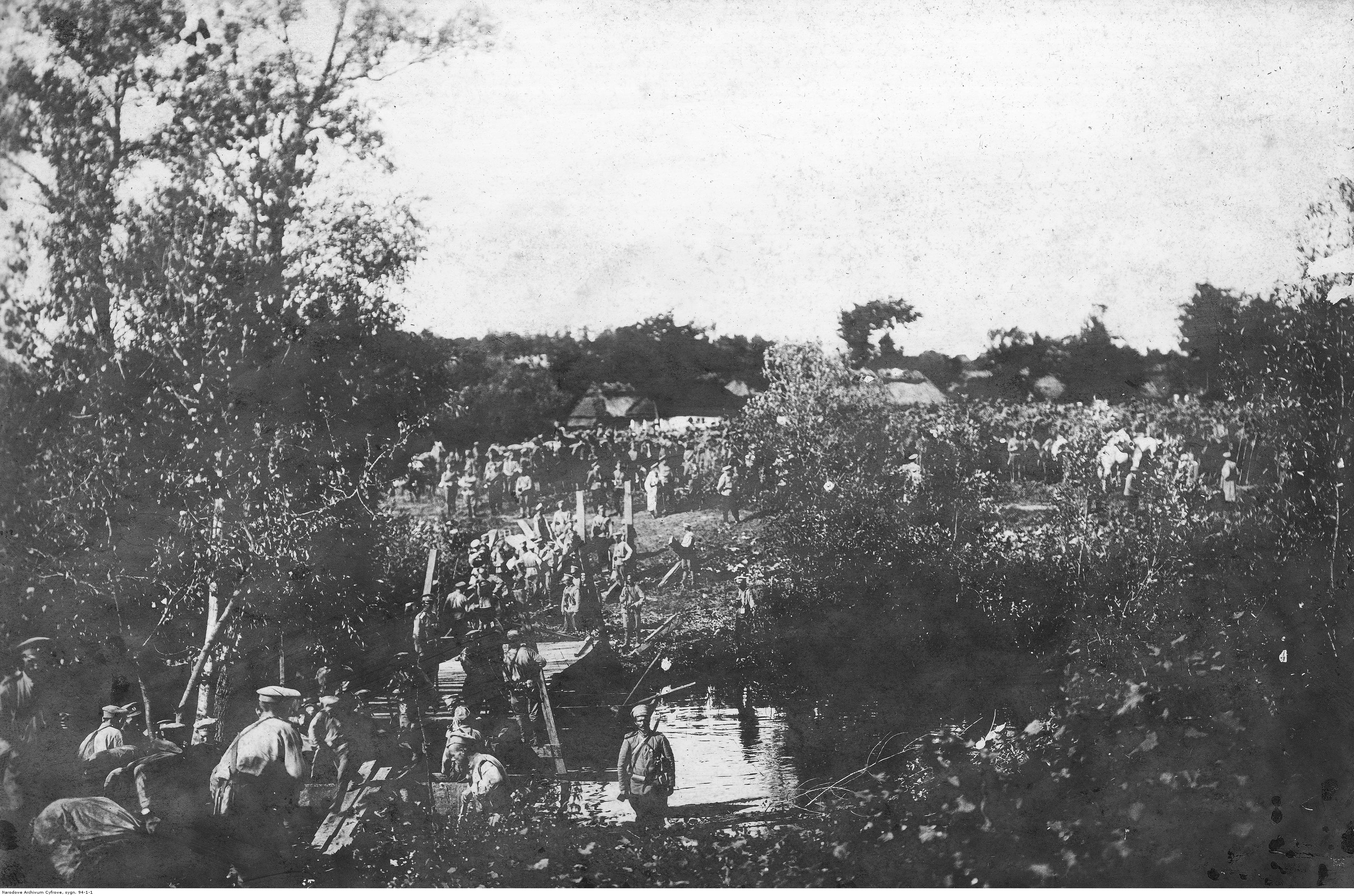
Le 12e corps d'armée russe traversant le Zbroutch et entrant en Galicie, 21 août 1914.

Dans la partie sud du front, les généraux russes bénéficient des erreurs tactiques et stratégiques des stratèges austro-hongrois. Ainsi, dès le 23 aout 1914, 500 000 soldats austro-hongrois s'élancent face à 1 500 000 hommes déployés en Ukraine. En dépit de succès dans les premiers jours du conflit, les unités austro-hongroises, pour certaines d'entre elles trop avancées dans la profondeur du dispositif russe, doivent se replier rapidement sur des positions préparées sur les premiers contreforts des Carpates. Cette retraite bien exécutée, notamment en raison des renseignements obtenus par les services du renseignement militaire austro-hongrois, donne au chef d'état-major Franz Conrad von Hötzendorf le temps de réorganiser ses forces mais n'empêchent pas la perte de la Galicie et de la Bucovine dès les premiers mois du conflit : la première campagne de Galicie, qui s'achève le 11 septembre ; coûte 300 000 tués ou blessés et 130 000 prisonniers aux Austro-Hongrois, presque le double des pertes russes. Une armée austro-hongroise est encerclée au siège de Przemyśl et devra se rendre en mars 1915 sans que les forces austro-hongroises, lors de la bataille des Carpates, arrivent à la secourir. À la suite de ces défaites, Conrad von Hötzendorf donne l'ordre de se replier vers les Carpates et la Silésie.
Durant l’été et l’automne 1914, près de 870 000 personnes, soit 40 % de la population prussienne, fuient devant l’avancée de l’armée russe qui a tué près de 6 000 civils et détruit 42 000 habitations.
Le général Ludendorff observe, dès 1914, que les mouvements des forces allemandes sont considérablement gênés par l'état des routes polonaises :

« Les mouvements des troupes dépendaient au plus haut point du ravitaillement. Les conditions de celui-ci étaient aussi défavorables que possible, par suite de l'état indescriptible des chemins et du mauvais temps. La grande route de Cracovie à Varsovie était, elle-même, défoncée jusqu'à hauteur du genou. Un pied de boue la recouvrait. Les travaux nécessaires à la réfection et à la mise en état des chemins étaient énormes, et les moyens en jeu considérables. Les troupes et les compagnies de travailleurs étaient infatigables et firent beaucoup. Lorsque nous nous repliâmes, dans la seconde quinzaine d'octobre, les routes avaient un tout autre aspect. Nous avions travaillé dans le sens du progrès de la civilisation. »

— Erich Ludendorff, Mémoires de guerre
Le 20 octobre, au cours de la bataille de la Vistule, les Allemands battent en retraite devant les Russes dans la boucle de la Vistule. Au début du mois de novembre, von Hindenburg devient commandant en chef des armées allemandes sur le front Est ; ce même jour, la Serbie déclare la guerre à l'Allemagne.
- 10 novembre : Les Russes doivent cesser l’offensive devant la poussée des troupes allemandes sur Łódź et austro-hongroises dans la région de Cracovie[15].

Le mois de décembre s'achève cependant par une victoire austro-hongroise, menée en Galicie entre le 3 et le 14 décembre, sauvant Cracovie de la conquête russe, bloquant l'avance russe en direction de la Silésie; la victoire austro-hongroise n'est pas exploitée au maximum, faute de réserves opérationnelles.
Un commandement des zones occupées par les forces allemandes, l'Oberbefehlshaber der gesamten Deutschen Streitkräfte im Osten (Ober-Ost), est créé.
Enfin, entre le 29 octobre-20 novembre, les Turcs bombardent les côtes russes de la mer Noire. L'Empire ottoman rejoint les Allemands et les Austro-hongrois ; un nouveau front s'ouvre alors dans le Caucase.

### 1915
Bien que le fait soit rarement évoqué, l'armée impériale allemande employa pour la première fois des obus à gaz le 31 janvier 1915 en Pologne contre l'armée impériale russe, mais le froid intense les rendit absolument inefficaces[réf. incomplète]

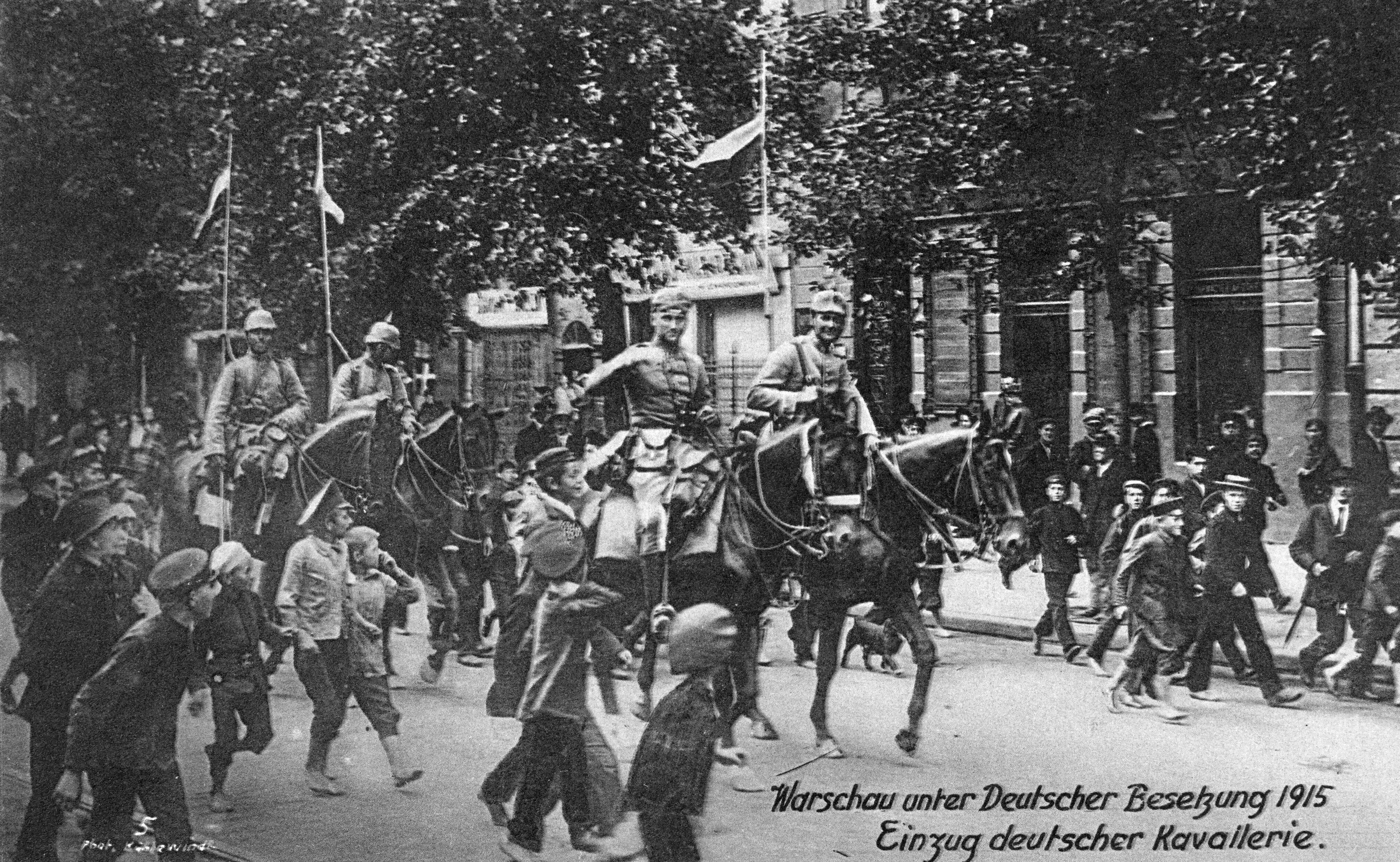
Entrée de la cavalerie allemande à Varsovie le 5 août 1915.

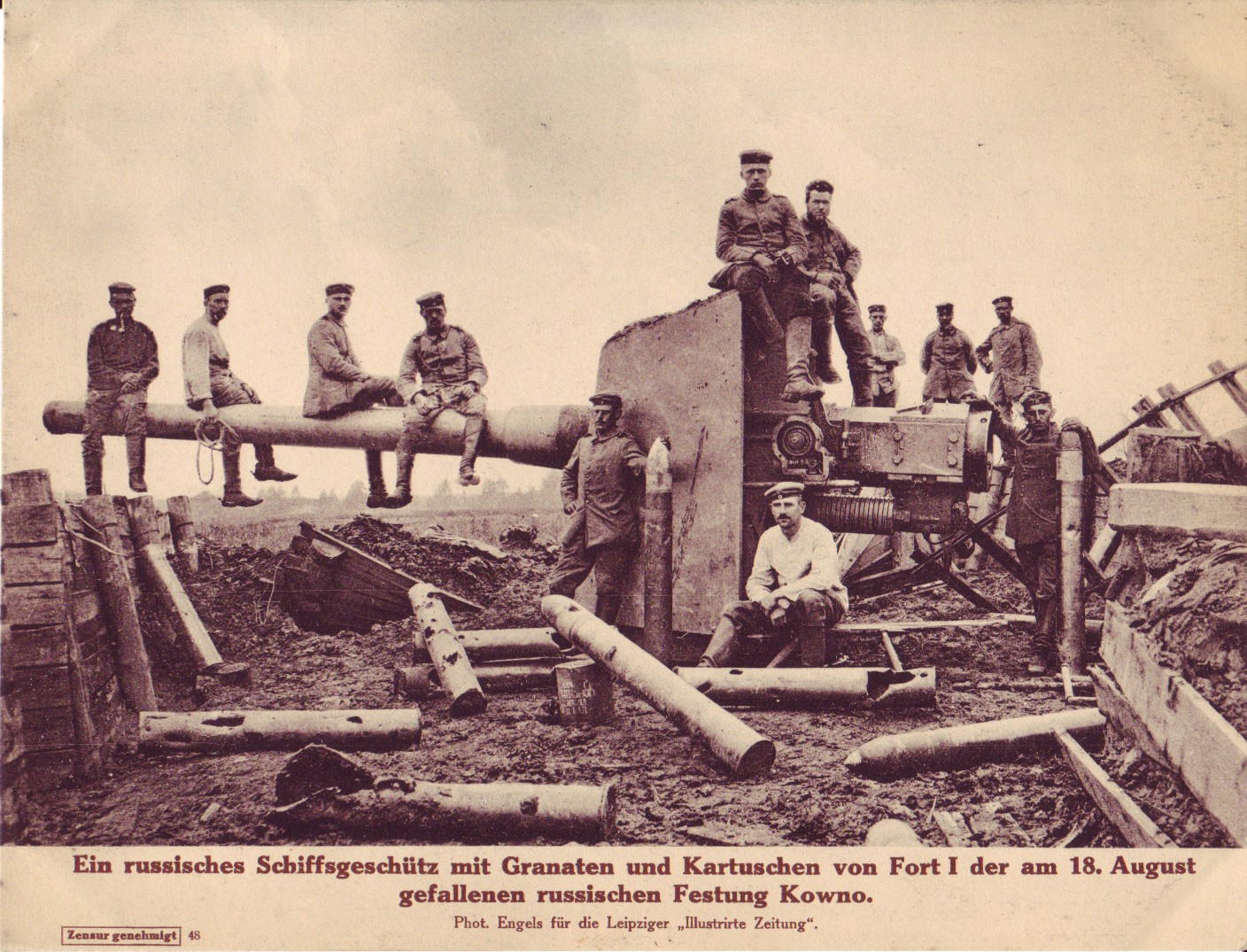
Prise du fort de Kovno par les Allemands qui s'emparent des pièces d'artillerie de marine et de nombreuses munitions, 22 août 1915.

- 10 mars : la Russie se fixe comme buts de guerre l'annexion de Constantinople et le contrôle du détroit des Dardanelles.
- 2 mai : offensive austro-allemande en Galicie pour éviter l’invasion de la Hongrie par les Russes.
- 6 mai : les Russes battent en retraite sur un front de 160 km.
- 3 juin : rupture du front russe à Gorlice en Galicie. Les Russes évacuent Przemyśl.
- 22 juin : prise de Lemberg par les Allemands, les Russes battent en retraite.

- 23 août : repoussés sur Brest-Litovsk, les Russes abandonnent la ligne du Bug. La Pologne est aux mains des empires centraux.

La retraite de l’armée russe contraint à la fuite 54 % de la population de la Courlande, 46 % de celle de la ville de Vilnius, 26 % de celle de toute la Lituanie. Dans l’intérieur de la Russie, en mai 1916, on compte environ quatre millions de réfugiés, soit 5 % de la population totale. Au début de l’année 1917, ils sont six millions[réf. incomplète].
Au début de l'année 1915, les puissances centrales élaborent des plans offensifs sur l'ensemble du front germano-austro-russe ; en effet, l'Allemagne et son allié souhaitent, dès le mois de décembre 1914, obtenir la décision face à la Russie, en multipliant les offensives contre le front russe, étendu, moins dense que le front occidental et surtout tenu par une armée beaucoup moins efficace que les armées française et britanniques. Les Allemands parviennent à soulager, par une attaque en Prusse orientale, les défenses austro-hongroises des Carpates, mais ne parviennent pas à empêcher la chute de Przesmyśl le 22 mars 1915.
Dès le mois de janvier, les opérations reprennent dans les Carpates, Conrad lançant trois vagues d'assaut contre les positions russes, considérablement renforcées, aboutissant à une guerre de position favorable à la défense. Ces assauts, destinés à dégager la forteresse assiégée de Przemysl, échouent face à une solide défense russe; la contre-attaque russe aboutit à renforcer le contrôle russe sur les cols, faisant peser sur la plaine hongroise une menace directe.

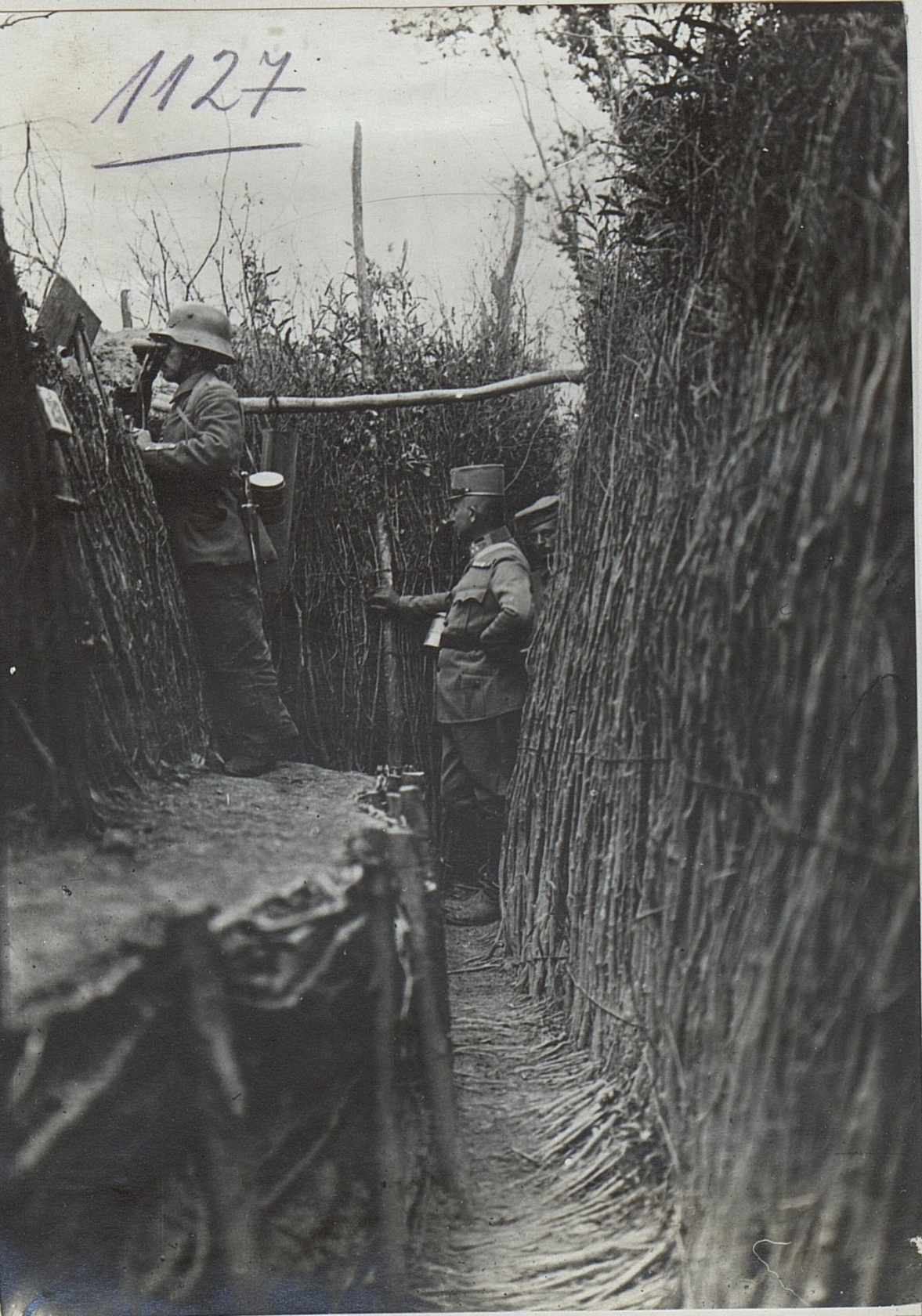
Soldat allemand et officier austro-hongrois dans une tranchée près de Halytch, 1915-1917.

Après un premier échec dans les Carpates durant le premier semestre 1915, une offensive est préparée conjointement par les commandements allemand et austro-hongrois ; placée sous le double commandement allemand et austro-hongrois, l'offensive de Gorlice-Tarnów débute le 2 mai 1915, le front est rompu le surlendemain, après une importante préparation d'artillerie ; rapidement la guerre de montagne se mue en Guerre de mouvement, les Russes multipliant les manœuvres de retraite savante, rétablissant leurs positions 160 km à l'Est de leur position de départ. Les Austro-allemands écartent la menace qui pèse sur la Hongrie, libèrent la Galicie en un mois, mais échouent à encercler des troupes russes en mouvement perpétuel. Dans le courant de l'été, la Pologne est conquise par des unités allemandes et austro-hongroises qui échouent cependant à encercler des troupes russes en pleine retraite. Après la conquête de la Pologne, Hindenburg et Ludendorff multiplient les attaques sur la partie nord du front, en Lituanie, enlevant la ligne du Niémen, Vilnius, mais échouant à écraser les troupes russes du secteur.
L'offensive de l'été 1915, si elle aboutit à la conquête de la totalité de la Pologne russe, voit son succès limité par une retraite russe en bon ordre, stoppée par une offensive lancée sur le seul front autrichien ; obligé de demander un appui allemand, les militaires austro-hongrois doivent accepter une sujétion renforcée à l'égard de l'Allemagne.
L'empereur François-Joseph, lors de la reconquête de la Galicie, accorde une amnistie aux Ruthènes qui ont collaboré avec les Russes et demande à ses militaires de se comporter avec clémence : « Nous souhaitons venir en libérateurs et non en juges ». La visite à Lemberg de l'archiduc Frédéric est saluée par des manifestations de joie, marches aux flambeaux, hymnes, etc. Cependant, les paysans, hommes et femmes, sont mobilisés en compagnies de travailleurs et affectés à la réparation des routes : il faut, entre autres, couper 30 000 troncs d'arbres afin d'aménager une chaussée de rondins pour le transport des mortiers. Ils doivent aussi déblayer les cadavres, les débris d'armes, obus et équipements laissés par les combats, avant de rebâtir leurs cabanes et se hâter de passer la charrue pour la prochaine récolte.
En septembre 1915, à l'issue des offensives victorieuses des empires centraux, le front se stabilise sur un axe rectiligne qui va de la Baltique au Dniestr. Les puissances centrales ont infligé à l'armée impériale russe des pertes équivalentes à la moitié de ses effectifs combattants, que les renforts ne peuvent efficacement remplacer, essentiellement en raison du manque d'instruction.

### 1916

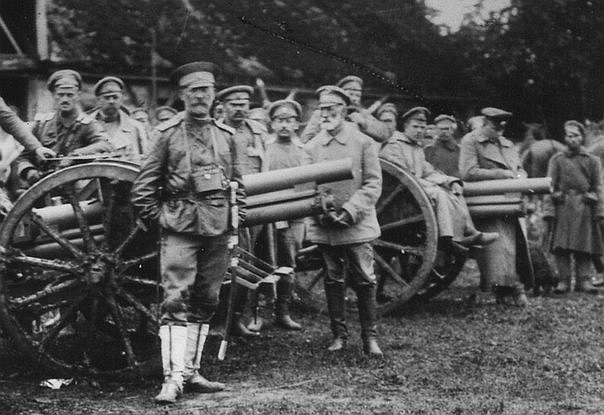
Canons capturés par les troupes russes pendant l'offensive Broussilov, 1916.

- 13 février : La 1re brigade russe constituée (2 régiments), quitte Moscou par le transsibérien et arrive en Mandchourie, à Dairen, le 28 février, d'où elle embarque pour la France sur des navires français. Dans l'autre sens arrive en Russie un corps d'autos blindées de l'armée belge comptant après renfort 444 hommes retirés du front de l'Yser et partis en bateau par Brest. Il se retrouve aux côtés d'un corps identique envoyés par les Britanniques.

Tous deux participent aux offensives russes commandées par le général Broussilov.
- 18 mars : victoire des Russes sur les Allemands en Lettonie, au sud de Dvinsk.
- 4 juin : début de l'offensive Broussilov en Galicie.
- 27 août : entrée en guerre de la Roumanie aux côtés des Alliés avec une offensive en Transylvanie.
- 2 septembre au 7 septembre : Bataille de Turtucaia/Tutrakan : la Roumanie est défaite par la Bulgarie.
- 18 septembre : Broussilov interrompt l'offensive russe face aux Allemands.

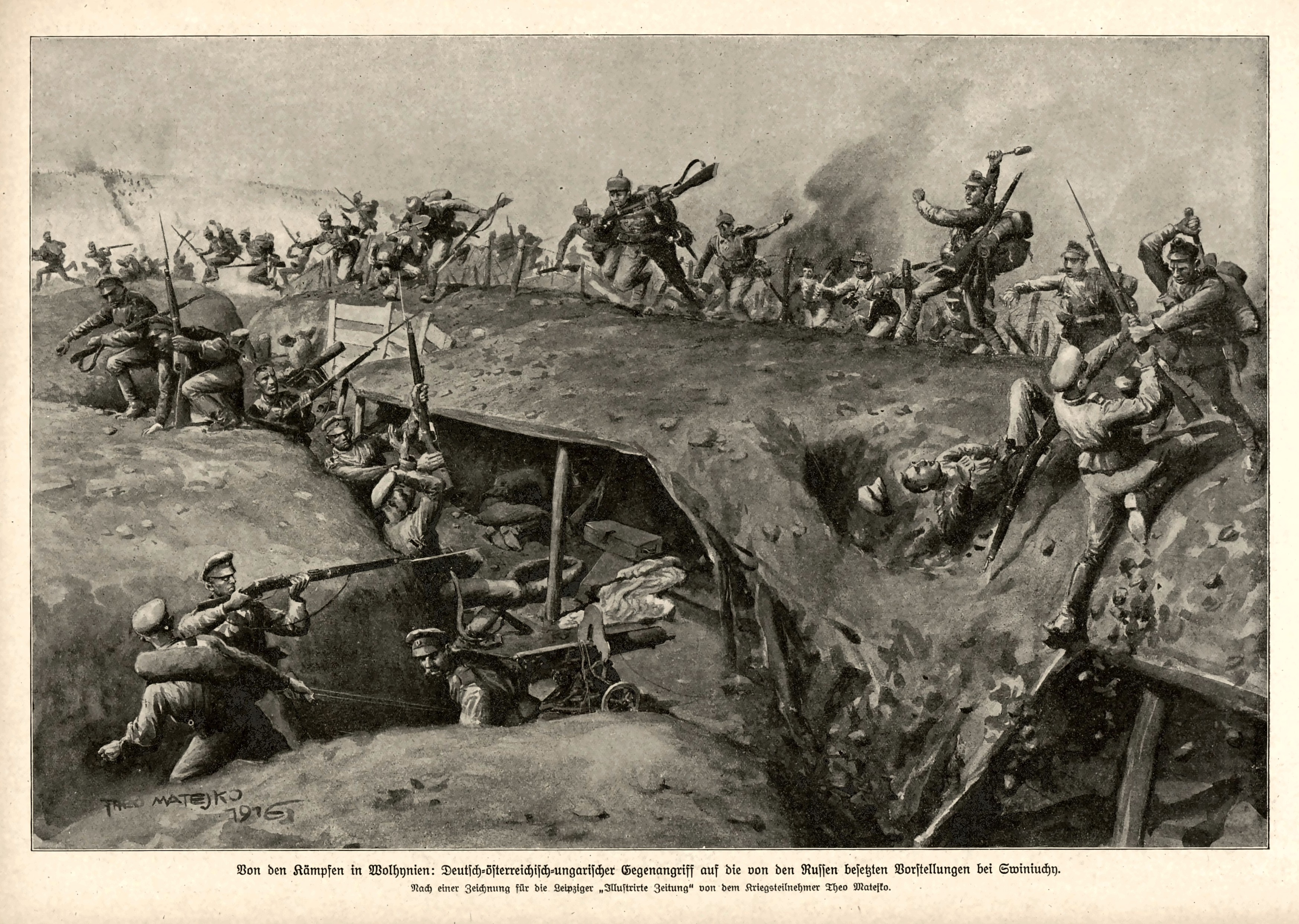
Contre-attaque germano-austro-hongroise près de Horokhiv, Illustrirte Zeitung, 23 novembre 1916.

Au début du mois de juin, les unités russes s'élancent sur le front austro-hongrois, rapidement rompu par des percées répétées des unités russes déployées face aux unités austro-hongroises, dont certaines, composées majoritairement de Tchèques, désertent en masse pour rejoindre les Russes. À cette occasion, les austro-hongrois connaissent une baisse préoccupante du nombre de leurs soldats engagés face aux Russes, du fait des désertions, du nombre de prisonniers et du nombre de tués. Préparée depuis le mois d'avril, l'offensive russe contre le front autrichien, commandée par Alexei Broussilov, bouscule à partir du 4 juin 1916 les unités austro-hongroises, reprend Brody, capture 378 000 prisonniers, puis s'arrête, au mois d’août, après l'échec de la phase d'exploitation contre un front étayé par des unités rameutées des Alpes ou des Balkans.
Peu de temps après cette défaite majeure, après deux années d'atermoiements, les Roumains s'engagent dans le conflit aux côtés des Alliés, étendant le front à l'arc des Carpates. Des divergences au sein des dirigeants austro-hongrois apparaissent sur la conduite du conflit contre la Roumanie, les Hongrois souhaitant défendre le territoire du royaume, les militaires souhaitant stopper les troupes roumaines à l'intérieur de la Transylvanie. Dans les semaines qui suivent, les unités roumaines percent le front austro-hongrois situé, contre l'avis des militaires, au plus près de la frontière, mais ils sont rapidement contenus par les mesures de Conrad, déployant ses unités le plus rapidement possible vers ce front, par le déploiement d'unités allemandes dans les Carpates et par les attaques bulgares. Dans les semaines qui suivent, conformément aux plans établis par le stratège austro-hongrois Conrad, la Roumanie est écrasée par une attaque coordonnée d'unités germano-austro-hongroises et bulgares ; cependant, étayée par des troupes russes et soutenue, à partir d'octobre 1916, par les conseillers militaires français de la Mission Berthelot, l'armée roumaine se replie dans l'est du pays.

### 1917

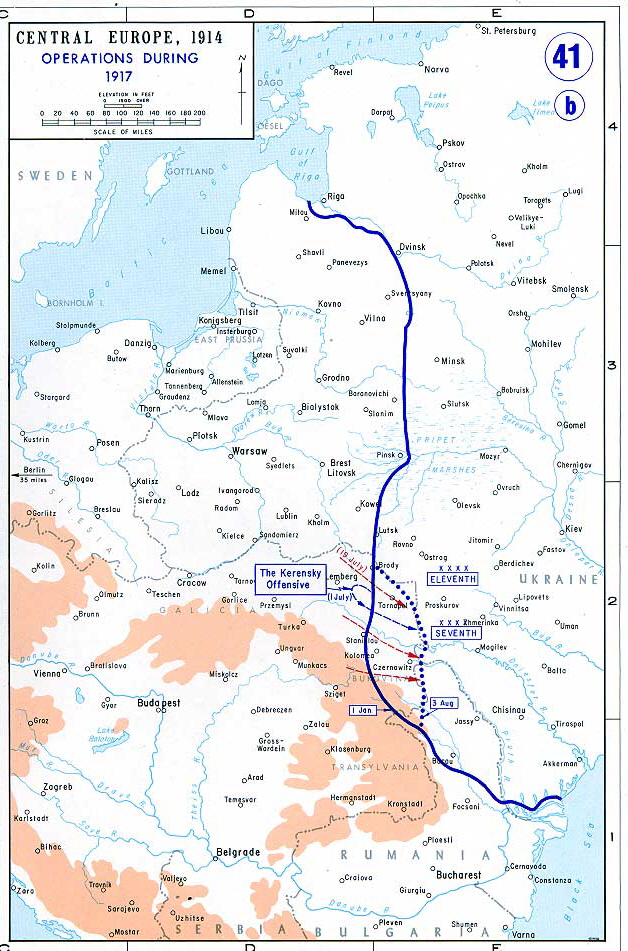
En bleu, la ligne de front au 1er janvier 1917.

- 1er-19 juillet 1917 : Offensive Kerensky, dernière offensive russe.
- 6 au 19 août : bataille de Mărășești.
- 17 septembre : mutinerie des soldats russes à La Courtine.
- 26 novembre : à la suite du coup d'état bolchevik, la Russie soviétique signe un cessez-le-feu séparé avec l’Allemagne.
- 9 décembre : le royaume de Roumanie signe l'armistice de Focșani.

Ce diagramme montre le développement de la masse monétaire et l'inflation en Russie entre 1914 et 1917.

Au début de l'année 1917, les troupes russes apparaissent redoutables, considérablement renforcées par des moyens modernes et par des levées massives de soldats, suscitant de fortes inquiétudes chez les militaires allemands et austro-hongrois. Ce renforcement masque une lassitude de la guerre, qui sera exploitée diversement par les Allemands et les Austro-Hongrois.
Le refus des troupes de réprimer les manifestations, dû entre autres à la forte dégradation de l'économie et à la lassitude vis-à-vis des classes dirigeantes, obligent le tsar Nicolas II à abdiquer : c'est la révolution de Février en 1917 à l'issue de laquelle la Russie devient une république. Un gouvernement provisoire est alors constitué, présidé par Alexandre Kerenski.
Tout en esquissant des réformes, celui-ci tente malgré tout de respecter les engagements de la Russie vis-à-vis de ses alliés en poursuivant la guerre. L'offensive Kerensky est lancée début juillet, mais se révèle finalement un échec coûteux. En effet, lancée avec des unités en cours de réorganisation, l'offensive de juillet 1917 est tenue en échec dès le début de la phase d'exploitation de la percée initiale, alors que des unités refusent de monter au front.
La contre-offensive germano-austro-hongroise lancée dès le 19 juillet, réoccupant la totalité de la Galicie, donne le coup de grâce à une armée russe en état de décomposition avancée : à la veille de la Révolution d'Octobre, les officiers se voient privés de la moindre initiative par l'absence d'obéissance des soldats et par les désertions massives, tandis que le front n'est plus tenu sur la totalité de sa longueur.
Au mois d’août, les unités russes sont incapables de résister à l'offensive allemande dans les pays baltes, lancée le 1er septembre ; celle-ci aboutit à la prise de Riga, consolidant ainsi la position du Reich dans les pays baltes.
Dans ce contexte, l'accession des bolcheviks au pouvoir frappe une armée russe en pleine décomposition, Lénine allant jusqu'à limoger le général Dukhonine, commandant en chef de l'armée, ce dernier ayant souhaité une démarche en accord avec les alliés. Le 21 novembre, une demande d'armistice est ainsi adressée aux puissances centrales par le nouveau commandant en chef russe Krylenko, qui s'empresse d'annoncer un cessez-le-feu à l'annonce de l'acception de l'offre de négociation ; l'armistice signé le 15 décembre n'est cependant valable que du 17 décembre au 4 janvier.

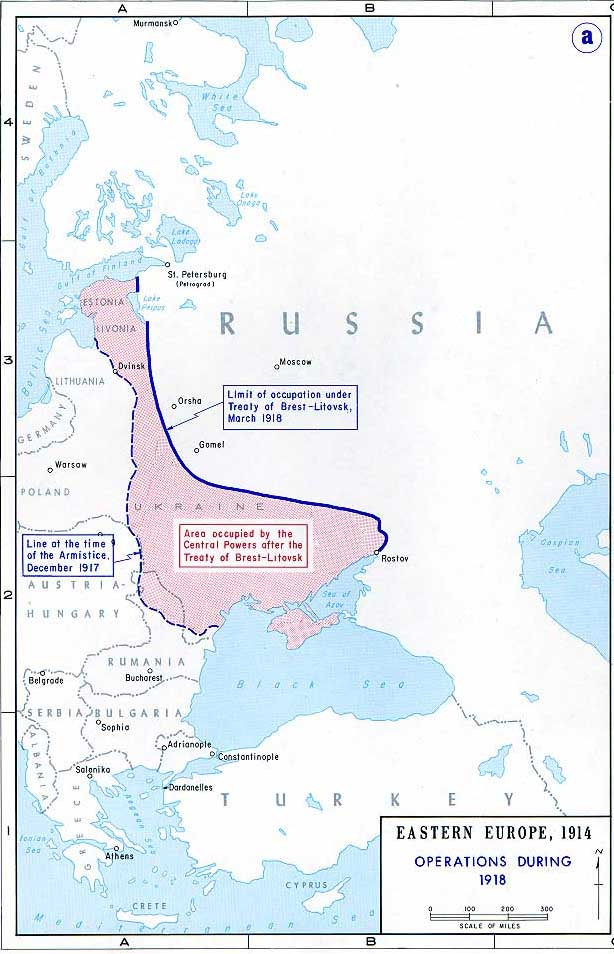
Carte des conséquences du traité de Brest-Litovsk.

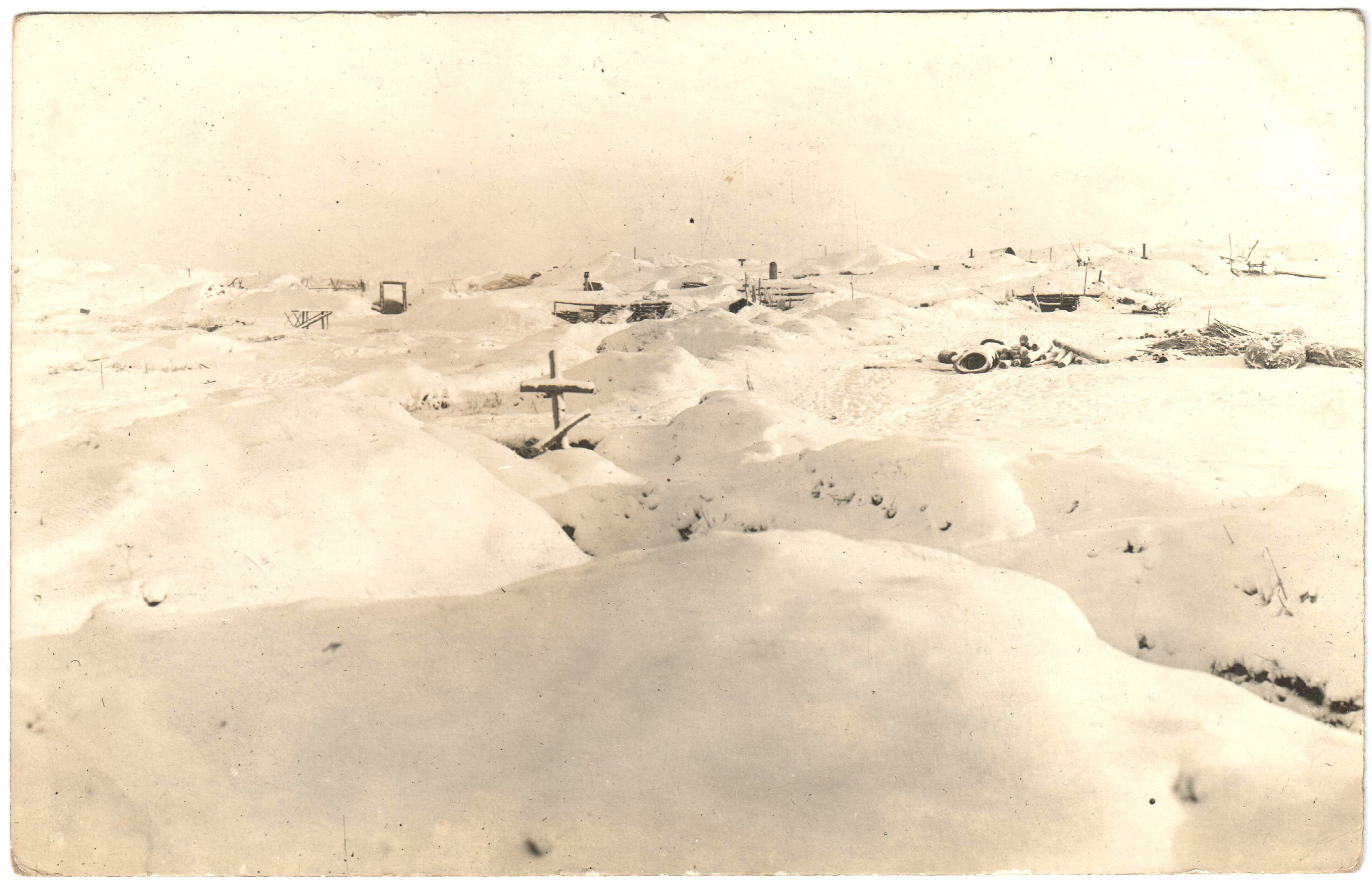
Ligne de front recouverte par la neige après les combats, carte postale allemande du 20e régiment de Landwehr, v. 1917-1918.

Le royaume de Roumanie, réduit à la défensive en Moldavie occidentale, doit signer à son tour l'armistice de Focșani le 9 décembre 1917 avec l'Allemagne ; simultanément, la Moldavie orientale qui s'est émancipée de la tutelle russe, proclame son indépendance.

### 1918

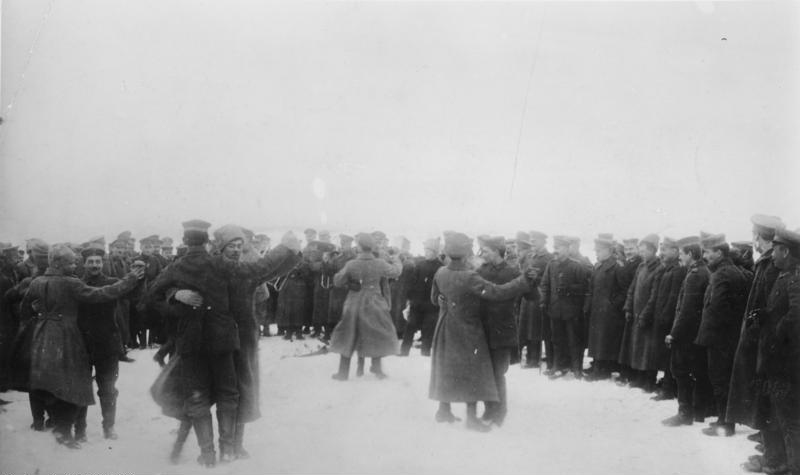
Fraternisation entre soldats russes et allemands en 1918 après la fin des hostilités entre ces deux pays.

Devant les atermoiements des principaux représentants du nouveau pouvoir en place en Russie, les dirigeants allemands et austro-hongrois décident la 13 février 1918, à Hombourg, la reprise des hostilités, dans un contexte marqué par la signature du traité de paix avec la Rada centrale, basée à Kiev et directement menacée par les bolcheviks.
Lancée le 18 février 1918, cette offensive, appelée opération Faustschlag (en allemand : « Coup de poing »), est réalisée essentiellement par le train. C'est pour l'essentiel une promenade militaire, « la guerre la plus comique que j'aie jamais vécue », selon le mot du général Hoffmann. Inquiets devant l'avance des unités des puissances centrales, les responsables bolcheviks reçoivent des propositions d'aide des Alliés, mais, devant la réalité du rapport de forces, se bornent à accepter sans les discuter les clauses durcies que leur impose le Reich, dont les troupes stationnent à 150 km de Pétrograd. Le 3 mars, les représentants russes acceptent sans aucune discussion les clauses présentées par les puissances centrales, en signant le traité de Brest-Litovsk.

## Fin du conflit entre la Russie et les puissances centrales
À la suite de la prise du pouvoir par les Bolcheviks, le nouveau pouvoir prend contact avec les représentants des puissances centrales afin de conclure une suspension d'armes, préalable à un traité de paix. Ainsi, le 21 novembre 1917, Lénine propose une négociation en vue de la conclusion d'un armistice, rendue publique le 30. il propose ainsi une paix blanche entre les belligérants, une conférence se réunit à Brest-Litovsk et conclut le 15 décembre un armistice valable du 17 décembre 1917 au 4 janvier 1918, tandis que les négociations en vue de la signature du traité de paix débutent le 25 décembre.
Les négociations de paix débutent le 20 décembre dans la citadelle de Brest-Litovsk, siège du haut commandement germano-austro-hongrois pour le front de l'Est, dans une atmosphère cordiale, mais s'annoncent difficiles. Elles sont d'ailleurs ajournées pour dix jours à partir du 28 décembre.
Débiteur des puissances centrales qui l'avaient soutenu pour sortir la Russie de la guerre, le gouvernement bolchevik leur abandonne les pays baltes, la Pologne, la Biélorussie et l'Ukraine, et signe le traité de paix le 3 mars.
Parallèlement aux négociations avec les nouveaux pouvoirs en place en Russie et en Ukraine, les puissances centrales ouvrent des pourparlers de paix avec la Roumanie occupée, qui aboutissent, dès le 7 mars, à la signature des préliminaires de paix de Buftea, puis à celle du traité de paix à Bucarest le 7 mai 1918, lequel reconnaît l'union de la Moldavie orientale au Royaume, qui doit en revanche céder des territoires dans les Carpates et en Dobroudja, et aussi entretenir les troupes d'occupation ennemies en Valachie, mais évite l'occupation et préserve son armée en Moldavie.
À partir de la signature des traités de paix avec la Russie et la Roumanie, il n'y a plus d'unités combattantes des puissances centrales à l'Est, seulement des troupes d'occupation.

## Pertes humaines

Distribution des pertes humaines au sein des forces alliées. La Russie et la Roumanie constituent 36 pour 100 de celles-ci.

Selon une estimation russe donnée en 2004, les armées russes perdent alors au moins 1,7 million d’hommes au combat (et 5 millions de blessés et mutilés) en trois ans de guerre (autre évaluation : 2,5 millions de tués et 3,8 millions de blessés) alors que ses effectifs maximum ont été de 5 971 000 militaires et qu'environ 15 millions de personnes ont été mobilisées au total, contre près de 1,8 million de tués pour les armées autrichienne et allemande sur le front russe (1,4 million pour l’armée française).

### Tués et blessés
Dès les premiers mois du conflit, les pertes humaines sur ce front sont importantes. Ainsi, l'armée austro-hongroise perd le tiers de ses effectifs dans les premières semaines du conflit, soit 250 000 hommes de troupe et officiers, remettant en cause l'encadrement pour la durée de la guerre
Par ailleurs, les pertes humaines dues à la guerre chimique sont estimées au moins à 180 000 sur le front de l'Est.
L’écart des pertes militaires s’explique par la puissance de l’artillerie lourde allemande, mieux dotée que la russe (dans un rapport de 2,5 contre 1, situation que l’on retrouve également sur le front français en 1914), mais tient surtout à l’impréparation relative des armées russes en août 1914, fortement sous-équipées jusqu’à la fin de 1915, excepté pour la Garde Impériale qui, constituant une armée à part entière en 1914, est la mieux équipée et entraînée des formations russes.

### Prisonniers de guerre

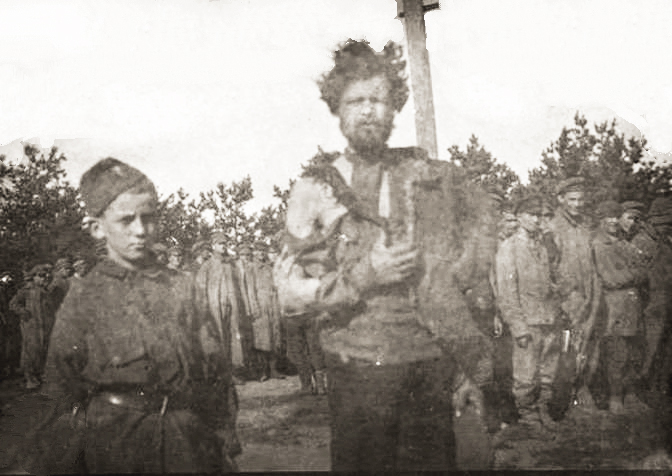
Prisonniers russes à Tuchel en 1919.

En septembre 1914, 94 000 Russes sont captifs dans des camps allemands. Au cours de l'année 1915, 895 000 autres prisonniers russes ont été raflés à la suite des succès des puissances centrales face à la Russie.
En décembre 1918, il reste encore 1,2 million de prisonniers de guerre russes sur le territoire allemand dans des conditions de vie difficiles. Les prisonniers russes ont été retenus pour servir de main d’œuvre après la signature de l’armistice germano-russe de 1917. La révolution russe a été l’un des prétextes à l’impossibilité de les rapatrier. Une commission interalliée fixe la date butoir de rapatriement des prisonniers russes au 24 janvier 1919. Pourtant lors du recensement du 8 octobre 1919, on compte encore 182 748 prisonniers russes sur le territoire allemand. Il en reste encore à l’été 1922.
Wilhelm Doegen estime le nombre de morts de prisonniers alliés dans les camps allemands à 118 159 mais de sérieux doutes entourent ce chiffre, notamment du fait que Doegen ne prend pas en compte certaines maladies. Toujours selon Doegen, les Russes sont ceux qui ont eu le plus de pertes à déplorer (la situation alimentaire des Russes qui ne recevaient pas de colis de leurs familles peut l’expliquer) avec un peu plus de 70 000 morts.
Parmi les prisonniers de guerre austro-hongrois en Russie, un certain nombre étaient slaves et ont demandé à lutter contre l'Autriche-Hongrie pour abattre cet empire, qu'ils jugeaient oppresseur. Parmi ceux-ci, certains comme le Croate Josip Broz Tito, ont rejoint les bolcheviks et combattu dans leurs rangs ; d'autres, comme les légions tchécoslovaques, ont combattu dans les rangs français ou russes blancs.
De nombreux prisonniers de guerre roumains ont été détenus par les Allemands en Alsace, à Soultzmatt, où malgré les tentatives des habitants de partager avec eux une maigre pitance, la plupart sont morts de faim et de maladies.